# Stiftung Industriedenkmalpflege und Geschichtskultur

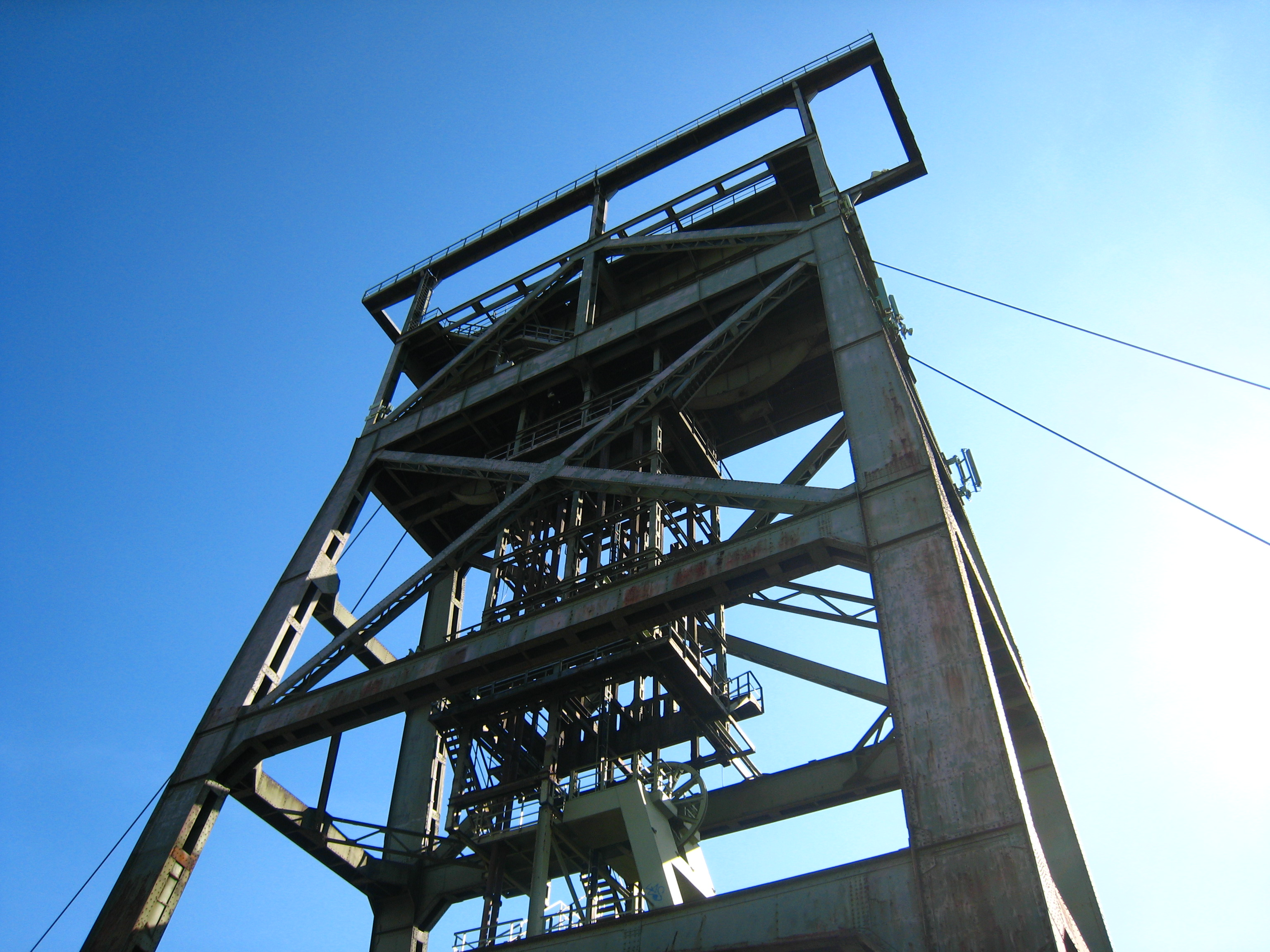
Zeche Gneisenau: Im Besitz der Stiftung Industriedenkmalpflege und Geschichtskultur

Die Stiftung Industriedenkmalpflege und Geschichtskultur ist eine 1995 vom Land Nordrhein-Westfalen und der RAG Aktiengesellschaft gegründete Stiftung mit der Aufgabe, denkmalgeschützte Industrieanlagen zu sichern und zu bewahren, öffentlich zugänglich zu machen, einer neuen, denkmalgerechten Nutzung zuzuführen und wissenschaftlich zu erforschen. Die Stiftung hat ihren Sitz in Essen und die Geschäftsstelle befindet sich auf dem Gelände der Kokerei Hansa in Dortmund-Huckarde.
Die Industriedenkmalstiftung betreut an 15 Standorten bedeutende Relikte der Montanindustrie im Ruhrgebiet und in Südwestfalen. Neben der Kokerei Hansa, dem Ahe-Hammer und dem Koepchenwerk werden insbesondere ehemalige Bergwerke von der Stiftung gefördert:
- Zeche Consolidation, Doppelstrebengerüst über Schacht 9 sowie die beiden zugehörigen Maschinenhäuser
- Zeche Fürst Leopold, Maschinengebäude mit Zwillingstandem-Dampffördermaschinen
- Zeche Gneisenau, Tomson-Bock und Schachthalle über Schacht 2, Doppelbockfördergerüst über Schacht 4 mit den beiden Maschinenhäusern
- Zeche Hansa – Fördergerüst über Schacht 3 und das dazugehörige Maschinenhaus
- Zeche Monopol – Fördergerüst über Schacht Grillo 1 und das dazugehörige Fördermaschinenhaus mit Elektrofördermaschine
- Zeche Pattberg, Maschinenhalle von Schacht 1
- Zeche Prosper, Malakoffturm mit eingezogenem Fördergerüst über Schacht 2
- Zeche Radbod, Fördergerüste über Schacht 1 und 2
- Zeche Sophia-Jacoba, Fördergerüst und Maschinenhalle über Schacht 3
- Zeche Schlägel & Eisen, Fördergerüst und Maschinenhaus von Schacht 3
- Zeche Sterkrade, Fördergerüst und Schachthalle von Schacht 1
- Zeche Zweckel – Fördergerüste über Schacht 1 und 2 sowie die Maschinenhalle

## Ehemalige Standorte
Die Stiftung kann nach ihren Statuten  einzelne Stiftungsstandorte an Dritte veräußern, soweit der neue Eigentümer sich verpflichtet, die Denkmale auf Dauer zu erhalten und einer, ihrer Denkmaleigenschaft gerechten und sinnvollen Nutzung zuzuführen.
- Kokerei Zollverein – Stiftungsstandort von 1998 bis 2010 – zum 1. Oktober 2010 an die Stiftung Zollverein übertragen.
- Zeche Fürst Hardenberg – Stiftungsstandort von 1997 bis 2012 – im August 2012 an zwei Privatpersonen verkauft.
- Zeche Unser Fritz, Schacht 1 – Stiftungsstandort von 1997 bis 2009 – im Jahr 2009 an einen privaten Investor verkauft.
- Zeche Auguste Victoria, Schacht 4 – Stiftungsstandort von 2008 bis 2012 – im Jahr 2012 an den Heimatverein Marl e.V. übertragen.
- Zeche Radbod – im April 2022 wurden die beiden Fördermaschinenhäuser Schacht 1 und 2 an einen privaten Investor verkauft.